# Hauppauge Computer Works

Logo

Hauppauge [ˈhɔːpɒɡ] ist einer der größten TV-Karten-Hersteller der Welt mit Sitz in New York, USA. Das Unternehmen ist nach dem Dorf Hauppauge auf Long Island benannt, wo es seinen Hauptsitz hat. Der Name Hauppauge bedeutet „überschwemmtes Land“ in der indigenen Sprache Algonkin. 
Hauppauge Computer Works ist nach eigenen Angaben seit Jahren weltweit führender Hersteller und Anbieter analoger sowie digitaler TV- und Videoprodukte. Das Produktsortiment umfasst PC-, Android- und Mac-Lösungen und gliedert sich in drei Hauptbereiche auf: interne und externe TV-Karten (analoge und digitale, hybride oder duale Tuner), Video-Digitalisierung sowie High-Definition-Aufnahmen in H.264 und seit 2015 die Hausautomatisierung.

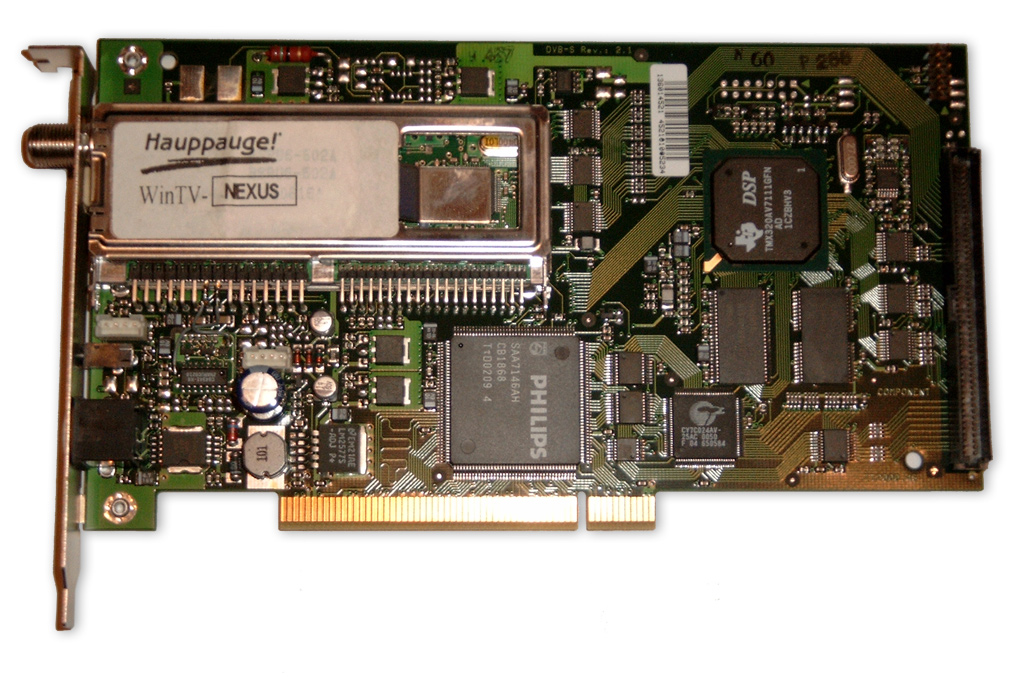
TV-Karte Hauppauge nexus-s DVB-S

Das 1984 gegründete Unternehmen ist in Europa durch mehrere Niederlassungen vertreten, wobei sich die europäische Hauptniederlassung in Mönchengladbach befindet. Sie ist für die Gebiete Deutschland, Österreich und Schweiz im Bereich Sales und Marketing, technischer Support und RMA-Verwaltung zuständig und arbeitet mit europäischen Distributoren zusammen. 

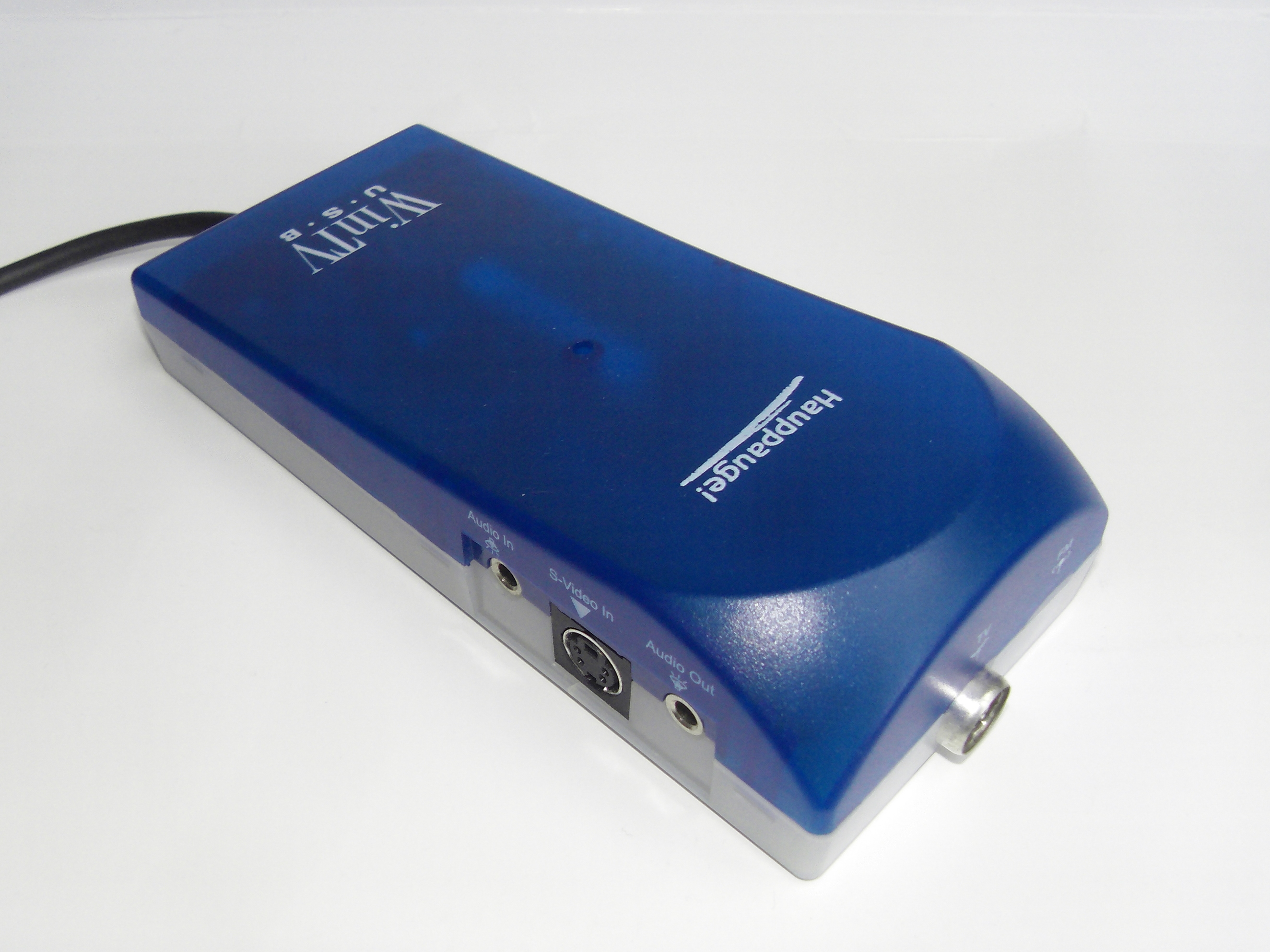
TV-Adapter WinTV USB

Das Unternehmen ist für die eigene Entwicklung und Produktion seiner TV-Karten bekannt, hat seine ersten digitalen Produkte aber in Zusammenarbeit mit dem Unternehmen TechnoTrend entwickelt, als OEM eingekauft und diese unter eigenem Namen verkauft, bis sich Hauppauge im Jahre 2005 dazu entschloss, auch digitale Produkte in Eigenregie zu entwickeln und zu vertreiben, und die Geschäftsbeziehung mit TechnoTrend im darauffolgenden Jahr beendete.
Das erste in Eigenregie entwickelte und produzierte digitale Hauppauge-Produkt war die PCI-TV-Karte WinTV-NOVA-T (Modell 90001).
Am 27. Oktober 2008 gab Avid Technology bekannt, dass die Produktlinie Pinnacle PCTV an Hauppauge verkauft wurde.
2009 erfolgte eine Neugründung dieses Unternehmens unter dem Dach von Hauppauge Digital als PCTV Systems mit Unternehmenssitz in Luxemburg und Niederlassung in Braunschweig, wo das Unternehmen 1982 als miro Computer Products AG gegründet worden war.
Am 10. September 2019 wurde ein Insolvenzverfahren wegen Zahlungsunfähigkeit und Überschuldung gegen die Hauppauge Computer Works GmbH eröffnet.